# Municipio de Wright (condado de Pottawattamie)
El municipio de Wright (en inglés: Wright Township) es un municipio ubicado en el condado de Pottawattamie en el estado estadounidense de Iowa. En el año 2010 tenía una población de 195 habitantes y una densidad poblacional de 2,11 personas por km².

## Geografía
El municipio de Wright se encuentra ubicado en las coordenadas 41°17′19″N 95°12′45″O / 41.28861, -95.21250. Según la Oficina del Censo de los Estados Unidos, el municipio tiene una superficie total de 92.55 km², de la cual 92,55 km² corresponden a tierra firme y (0 %) 0 km² es agua.

## Demografía
Según el censo de 2010, había 195 personas residiendo en el municipio de Wright. La densidad de población era de 2,11 hab./km². De los 195 habitantes, el municipio de Wright estaba compuesto por el 97,95 % blancos, el 1,03 % eran asiáticos y el 1,03 % eran de una mezcla de razas. Del total de la población el 0 % eran hispanos o latinos de cualquier raza.